# Камыш-Бурунский железорудный комбинат
ОАО «Камыш-Бурунский железорудный комбинат» — ныне бездействующее предприятие по добыче, обогащению и агломерации руд железа в Крыму. Ранее производил офлюсованный агломерат железных руд и флюсовый известняк, однако в настоящее время агломерационное производство разрушено. Основной промышленный центр — город Керчь.

## История
Промышленная разработка железных руд на Керченском полуострове началась в 1845 году. Разработка велась открытым способом.
Комбинат построен в 1932—1939 годах на базе Камыш-Бурунского и Эльтиген-Ортельского месторождений бурых железняков и Краснопартизанского месторождения флюсовых известняков, расположенных в пределах Керченского железорудного бассейна.
В 1939 году Камыш-Бурунскому железорудному комбинату присвоено имя Серго Орджоникидзе, его директором в 1937-1941 году был А. Т. Петрухин.
В августе 1997 года комбинат был включён в перечень предприятий, имеющих стратегическое значение для экономики и безопасности Украины.
В 1999 году основные активы ОАО «Камыш-Бурунский железорудный комбинат» были выведены в ЗАО «Керченский известняк» (карьер, дробильное производство и другое) и ЗАО «Камыш-Бурун» (аглофабрика, порт).
В 2001 году 97 % акций ЗАО «Камыш-Бурун» приобрела компания ЗАО «Торговый дом „Азовсталь“», которая на тот момент контролировалась корпорацией «Индустриальный союз Донбасса». В 2002 году началась процедура банкротства ОАО «Камыш-Бурунский железорудный комбинат».
В 2003 году контроль над торговым домом перешёл к System Capital Management. Вместе с комбинатом Ринату Ахметову досталось и ЗАО «Камыш-Бурун». В 2006 году в СКМ заговорили о намерении продать ЗАО, самым привлекательным активом которого является незамерзающий морской порт.
В 2007 году контрольный пакет акций предприятия был выкуплен донецкой финансово-промышленной группой «Альтком», находящейся в собственности бизнесмена Александра Тисленко.

## Характеристика
На территории предприятия расположены три железорудных и один известняковый карьеры, дробильно-обогатительная и агломерационная фабрики и др.
Основные типы руд — табачные (60 % запасов), перекрываются коричневыми (окисленные) и икряными (окисленные переотложенные) рудами с разновидностями; оолитовые и редковкрапленные. Основные компоненты руд — железо и марганец; примеси — фосфор, мышьяк, оксиды кальция, магния и др. Запасы руды 342 млн т (1983) при содержании железа 42—51 %. Запасы флюсового известняка 118 млн т (1983).
Добыча железной руды 5,4 млн т (1983). Извлечение 97,9 %, разубоживание 0,57 %. Добыча известняка 3,2 млн т (1983). Обогащение железных руд — дроблением (молотковые и роторные дробилки), измельчением (стержневые мельницы), промывкой, отсадкой и обезвоживанием (ленточные вакуум-фильтры). Полученный концентрат (содержание Fe 45 %) окусковывают с добавлением известняка.

## Современность и перспективы
ФПГ «Альтком» планировала провести реконструкцию порта Камыш-Бурунского комбината и построить специализированный терминал по перевалке цемента навалом. 27 февраля 2015 года Государственный Совет Республики Крым принял постановление о национализации порта. 5 марта 2015 года Совет министров Республики Крым издал распоряжение о создании на базе порта ГУП РК «Камыш-Бурунская производственная компания»
Предприятием выпускались агломерат, известняк, карбид кальция.